# Объединённые апостольские братья
Объединённые апо́стольские бра́тья (англ. Apostolic United Brethren) или AUB — группа мормонов-фундаменталистов, до настоящего времени практикующая многожёнство. В настоящее время связи с Церковью Иисуса Христа святых последних дней не имеет. Наряду с Фундаменталистской церковью Иисуса Христа святых последних дней является одним из крупнейших объединений подобного типа.
Следует заметить, что именование «объединённые апостольские братья» обычно не используется членами объединения, которые предпочитают термины «Священство» (англ. The Priesthood) или «Группа». Внешние источники могут называть движение группой Оллредов, так как два её президента были из этой семьи. В отличие от других групп мормонов-фундаменталистов, член AUB не называют себя церковью, считая таковой ЦИХСПД, замечая при этом, что в настоящее время это объединение якобы исповедует не «подлинное» мормонское учение.
Подробное описание учение и практики AUB дано в книге «Polygamy Primer», предназначенной для сотрудников правоохранительных органов штата Юта. В 2011 году был издан пересмотренный вариант брошюры.

## История
Своими идейными предшественниками члены AUB называют президента ЦИХСПД Джона Тейлора, объявившего на встречи с Джоном и Лорином Вулли о том, что незыблемость принципа многожёнства подтверждена в данном ему откровении от умерших руководителей церкви (при следующем президенте Уилфорде Вудрафе было получено откровение о прекращении практики полигамии).
Долгое время мормоны-фундаменталисты представляли собой более-менее однородное движение, однако после рукоположения в 1951 году Джозефом Массером Ралона Оллреда в качестве президента, группа фундаменталистов из Аризоны вышли из данного объединения и через некоторое время создали Фундаменталистскую церковь Иисуса Христа Святых Последних Дней.
В 1977 году Ралон Оллред был убит Риной Чиновет, тринадцатой женой лидера воинствующей противоборствующей группировки Эрвила Лебарона. Его преемником стал родной брат Оуэн Оллред, а после смерти последнего в 2005 году движение возглавил Джей Ламойн Дженсон.

## Современность
Несмотря на то, что многожёнство никогда не прекращалось среди мормонов-фундаменталистов, в штате Юта в настоящее время за это следует уголовное преследование. Ситуация начала меняться в результате деятельности активиста Джо Даргера, который начал отстаивать право одновременно состоять в законном браке с тремя женщинами. В 2011 году он и его жены написали книгу «Любовь, помноженная на три», которая стала апологией подобного образа жизни. Помимо литературной деятельности, Даргеры решили отстаивать свои права в суде, при этом их адвокаты сослались на прецедентный случай «Лоренс против штата Техас», который привёл к декриминализации практики гомосексуальных пар.
В декабре 2013 года федеральный судья округа Юта Clark Waddoups принял решение, что закон штата, запрещающий многожёнство, является антиконституционным, так как это противоречит первой поправке.